# Middlebridge Scimitar

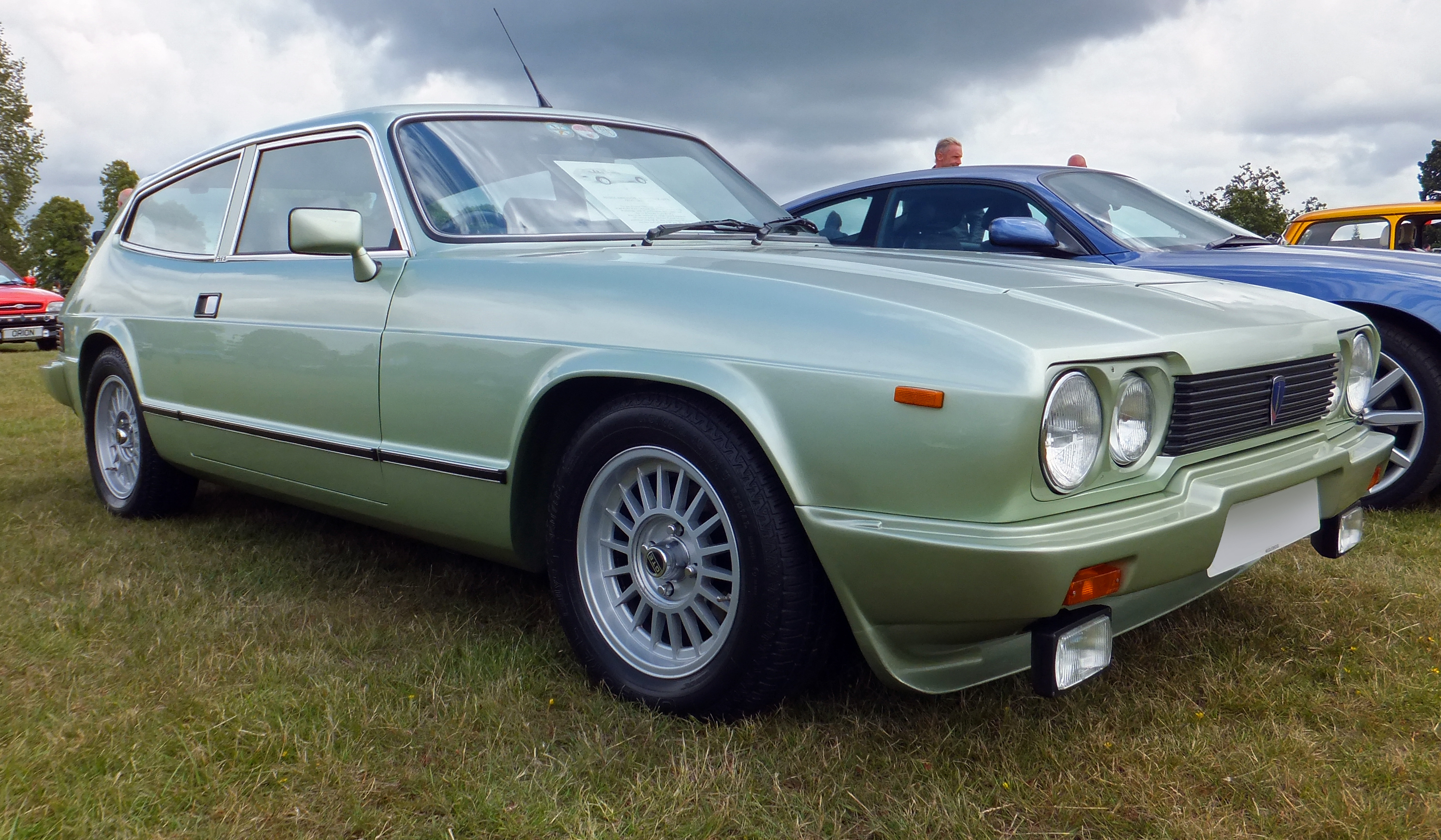
Middlebridge Scimitar von 1990

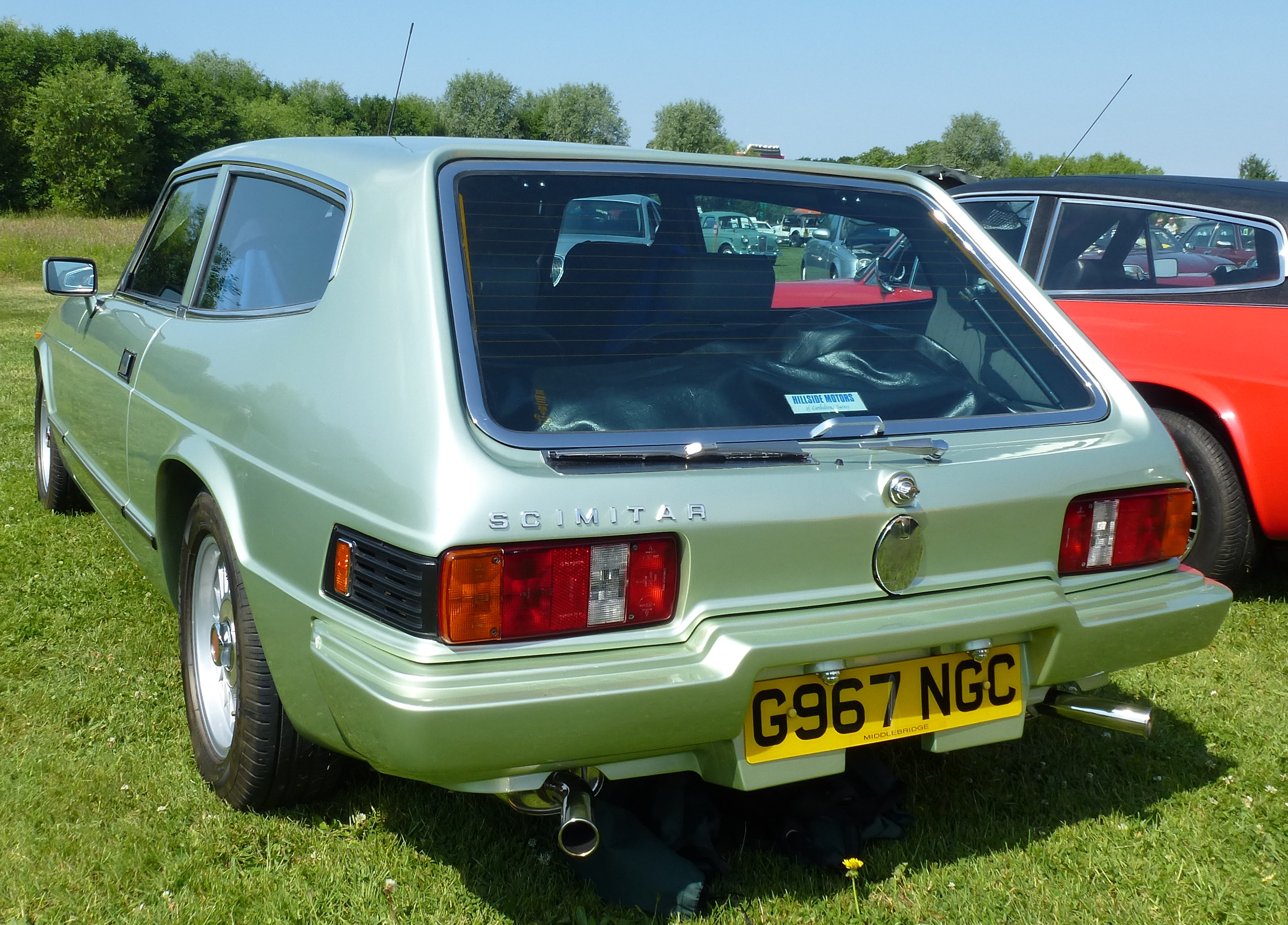
Heckansicht

Middlebridge Scimitar Limited war ein britischer Hersteller von Automobilen.

## Unternehmensgeschichte
Das Unternehmen aus Beeston in der Grafschaft Nottinghamshire begann 1987 mit der Produktion von Automobilen. Der Markenname lautete Middlebridge. 1990 endete die Produktion, als das Unternehmen liquidiert wurde. Insgesamt entstanden etwa 80 Fahrzeuge.

## Fahrzeuge
Das einzige Serienmodell war der Nachfolger des von Reliant übernommenen Kombicoupés Reliant Scimitar. Allerdings wurden 450 Details geändert. Ein V6-Motor von Ford mit 2900 cm³ Hubraum trieb die Fahrzeuge an.
Das Cabriolet GTC blieb ein Prototyp.